# Montroydita
La montroydita es la forma mineral del óxido de mercurio (II), HgO, siendo su contenido en mercurio superior al 90%.
Descubierto en 1903 por Alfred J. Moses en el yacimiento de mercurio de Terlingua (Texas, EE. UU.), debe su nombre a Montroyd Sharpe, propietario de dicho yacimiento que donó su colección mineralógica al museo de Santa Cruz.

## Propiedades

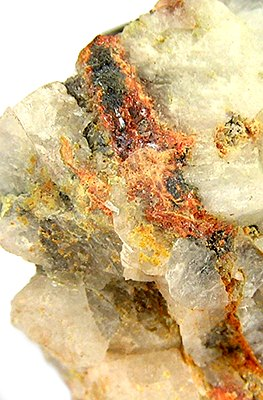
Ejemplar de mina Mariposa (Texas): la montroydita tiene color rojo oscuro

La montroydita es un mineral transparente o translúcido, de color rojo oscuro, rojo parduzco o pardo, que posee brillo subadamantino o vítreo.
Tiene una densidad muy elevada, 11,2 g/cm³, y es blando, pues posee una dureza de entre 1,5 y 2 en la escala de Mohs. 
Es flexible pero no elástico y exhibe fractura sectil: con una cuchilla se obtienen virutas o raspaduras curvadas, como en el caso del grafito.
Cristaliza en el sistema ortorrómbico, clase dipiramidal.
En secciones gruesas muestra pleocroísmo, con colores que van del naranja rojizo al pardo amarillento.
Es soluble tanto en ácidos (HCl y HNO3) como en álcalis.
Al ser un mineral que contiene mercurio, siempre hay que lavarse las manos después de su manipulación. Hay que evitar inhalar el polvo al romperlo y nunca lamerlo o ingerirlo.

## Morfología y formación
La montroydita se forma en depósitos de mercurio hidrotermales. Puede presentarse en forma de cristales prismáticos alargados, de hasta 4 cm; estos pueden tener estriaciones, estar doblados o torcidos. Por otra parte, en agregados, la montroydita puede tener un aspecto vermiforme, tubular o esférico.
Este mineral suele aparecer asociado a mercurio, cinabrio, metacinabrio, calomelano, eglestonita, terlinguaíta, mosesita, kleinita, edgarbaileyita, yeso, calcita o dolomita.

## Yacimientos
El yacimiento tipo de este mineral es el de Terlingua, en el condado de Brewster (Texas, Estados Unidos). Otros depósitos se localizan en California, en las localidades de Parkfield, Knoxville y Emerald Lake Hills, así como en las montañas Mayacamas.
En México hay yacimientos en Taxco (Guerrero) y en Cadereyta (Querétaro).
En Italia, existen depósitos en Castell'Azzara y Piancastagnaio, en el monte Amiata (Toscana). Ya en Asia, se ha encontrado montroydita en las montañas Alai (Kirguistán) y en el valle de Ferganá; también en China, en Guangxi y Sichuán.